# Бревиль-ле-Мон
Бреви́ль-ле-Мон (фр. Bréville-les-Monts) — коммуна во Франции, находится в регионе Нижняя Нормандия. Департамент коммуны — Кальвадос. Входит в состав кантона Кабур. Округ коммуны — Кан.
Код INSEE коммуны — 14106.

## Население
Население коммуны на 2010 год составляло 656 человек.
| 1962 | 1968 | 1975 | 1982 | 1990 | 1999 | 2010 |
| ---- | ---- | ---- | ---- | ---- | ---- | ---- |
| 301  | 387  | 441  | 529  | 515  | 565  | 656  |

## Экономика
В 2010 году среди 427 человек трудоспособного возраста (15—64 лет) 316 были экономически активными, 111 — неактивными (показатель активности — 74,0 %, в 1999 году было 69,9 %). Из 316 активных жителей работали 297 человек (156 мужчин и 141 женщина), безработных было 19 (11 мужчин и 8 женщин). Среди 111 неактивных 35 человек были учениками или студентами, 56 — пенсионерами, 20 были неактивными по другим причинам.